# Osječak
Osječak ist ein Dorf im Nordosten von Bosnien und Herzegowina, welches fast ausschließlich von bosnischen Kroaten bewohnt wird. Es gehört zur Gemeinde Odžak. Nachbarorte sind Donja Dubica, Gornja Dubica bzw. dessen Teilort Papucija und Novi Grad. Weiterhin grenzt Osječak an den Fluss Save und somit an Kroatien.

## Geschichte
Osječak hat zwei größere Auswanderungswellen erlebt, welche für Veränderungen in der Altersstruktur sorgten. Die erste Auswanderungswelle erfolgte Anfang der 1970er Jahre, als insbesondere die jüngere Generation aus wirtschaftlichen Gründen hauptsächlich nach Deutschland, Österreich und in die Schweiz auswanderten.
Die zweite Auswanderungswelle folgte, als Osječak am 21. April 1992 der Bosnienkrieg erreichte. Hierbei flüchteten die meisten Dorfbewohner nach Kroatien und wurden dort in der Regel sesshaft. Die 1990 erbaute Dorfkirche wurde 1992 im Krieg komplett zerstört und nicht mehr wiederaufgebaut. Durch den Vertrag von Dayton kam Osječak 1995 zur neuen Entität Föderation Bosnien und Herzegowina (Federacija Bosne i Hercegovine). Das Dorf war zu diesem Zeitpunkt komplett zerstört und unbewohnbar.
Inzwischen sind die meisten Häuser von Osječak wiederaufgebaut, jedoch stehen die meisten Häuser leer. Das Dorf wird fast ausschließlich von Rentnern bewohnt.

## Kirchweih (Blagoslov) in Osječak
Die Kirchweih spielt in Osječak eine wichtige gesellschaftliche Rolle. Der Schutzpatron des Dorfes ist Antonius von Padua und wird jährlich am 13. Juni gefeiert.

## Sport
Volleyball spielt schon seit Jahrzehnten in Osjecak eine herausragende Rolle. Im Dorfzentrum gibt es ein Volleyball-Spielfeld, welches in den Sommermonaten Treffpunkt für Volleyball-Talente aus den umliegenden Dörfern ist. Aus Osjecak sind mehrere Volleyball-Profis hervorgegangen. Ein Teil spielt heute beim mehrfachen bosnischen Meisters und Pokalsiegers "OK Napredak" Odžak.

## Persönlichkeiten aus Osječak
- Bekanntester Sportler ist der ehemalige Profi-Volleyballer und Nationalspieler Pero Stanic. Er spielte als Profi u. a. in der deutschen Volleyball-Bundesliga bei der SG Eltmann. Aktuell ist er Trainer von "OK Napredak" Odžak.[1]
- Eines der größten osteuropäischen Volleyball-Talente ist der 18-jährige und 208 cm große kroatische Junioren-Nationalspieler Ivan Mihalj[2]
- Prof. Dr. Fra Bozo Lujic ist ein bekannter Autor theologischer Literatur, welcher u. a. für das Päpstliche Bibelinstitut tätig war. Heute lehrt er am Katechetischen Institut sowie am Institut für theologische Laienkultur der Theologischen Fakultät in Zagreb. Sein bekanntestes Werk ist "GOTTES SPUREN", welches 1996 veröffentlicht wurde.[3]